# Голландия (историческая область)

Северная и Южная Голландии на карте Нидерландов

Голла́ндия (нидерл. Holland) — историческая область на западе Нидерландов. Включает территорию двух провинций страны — Северной Голландии (нидерл. Noord-Holland) и Южной Голландии (нидерл. Zuid-Holland).

## Словоупотребление
Название Голландия происходит от нидерл. holt land (буквально «древесная страна») либо герм.  hoi, hal «понижение, низина» и land «земля». В ряде стран это название расширительно употребляют в отношении всего королевства Нидерландов, что спорно с точки зрения политики и географии (точно так же, к примеру, как употребление названия Англия применительно ко всей Великобритании). Такое употребление вызывает протест у жителей некоторых других провинций, в частности Фрисландии, Северного Брабанта, Лимбурга и др.

## История
См. также Список графов Голландии
Первоначально эти земли занимало графство Голландия, входившее в Священную Римскую империю. Впоследствии стала одной из провинций, образовавших Республику семи объединённых провинций Нидерландов (существовала с 1581 по 1795 год).
В 1806—1810 годах существовало королевство Голландия, вассальное по отношению к Французской империи Наполеона I; королём его был один из братьев Наполеона, Людовик I Бонапарт. Королевство Голландия пришло на смену столь же вассальной Батавской республике и прекратило существование после того, как все Нидерланды были аннексированы Францией после английского вторжения в 1810 году.